# Sylvain Deplace
Sylvain Deplace (Lione, 4 gennaio 1972) è un ex calciatore francese, di ruolo centrocampista.